# Muaz Graphics
Muaz Vahid Seren (* 13. August 1990), besser bekannt als Muaz Graphics, ist ein Zeichner, Grafikdesigner, Graffiti- und Tattookünstler.
Mit seinen Coverdesigns erlangte er zunehmende Bekanntheit, als er innerhalb kürzester Zeit für internationale Rapkünstler wie Snoop Dogg, 6ix9ine, Wiz Khalifa, DMX, Tyga, DJ Khaled, Ice-T, Gucci Mane und deutsche Rapper wie RAF Camora, Massiv, Fard, PA Sports und Summer Cem diverse Single- und Albumcover gestaltet hat.

## Leben

### Kindheit und Jugend
Muaz wuchs als jüngster Sohn türkischer Einwanderer in Deutschland auf.
Im Alter von drei Jahren lag er infolge einer durch einen Zeckenstich verursachten Borreliose mit einer Meningitis drei Monate lang im Koma. Die Ärzte zeigten kaum Aussichten auf Hoffnung und prognostizierten seinen Tod. Durch einen lauten Schrei seines Vaters wachte er unerwartet aus der längeren Bewusstlosigkeit auf, war jedoch für mehrere Monate gelähmt. Nachdem die Ärzte ihn als lebenslangen Pflegefall einstuften, begann er, einfache Bewegungen wie das Gehen über mehrere Jahre neu zu erlernen und erholte sich schon bald fast vollständig.
Gebliebene Schäden sind jedoch ein gelähmtes Gaumensegel, das zu einem dauerhaften Sprachfehler führte. Da ihn dadurch viele nicht verstehen konnten, zog er sich zunehmend zurück und isolierte sich zwangsläufig von anderen Schulkindern, da diese ihn wegen seines Sprachfehlers ausschlossen und er sich dadurch auch oft mit körperlichen Auseinandersetzungen konfrontiert sah.
Dies führte ihn näher an sein Talent: Muaz zeichnete bereits im Kindergarten Porträts und Stillleben detailgetreu und authentisch. Er begeisterte seine Erzieher mit fotografischem Gedächtnis und gewann in der Grundschule diverse Malwettbewerbe. Regelmäßig wurde er für diverse schulinterne Kunstaufträge hinzugezogen und fand bereits als Schulkind schnell seinen persönlichen Stil, der heute noch in diversen Illustrationen zum Ausdruck kommt.

### Beginn der künstlerischen Karriere
Muaz entdeckte bereits als Kind seine künstlerische Begabung und hatte im Alter von elf Jahren seinen ersten bezahlten Kunstjob. Durch seinen älteren Bruder kam er relativ schnell mit der Graffiti- und Streetart-Szene in Berührung. Um Taschengeld zu verdienen, verzierte er diverse Wände mit seiner Kunst.

## Karriere
Heute zieren diverse regionale Einkaufszentren, u. a. das Milaneo in Stuttgart, Mercaden (Böblingen) und Leo-Center Leonberg seine Artworks nebst zahlreichen Kampfsportclubs und weiteren Lokalitäten.
Die Eröffnung seines Tattoo-Studios musste aufgrund der Maßnahmen zur Eindämmung der Pandemie und der damit verbundenen Lockdowns mehrmals verschoben werden. Aktuell ist er besonders aktiv als Designer für Logos, Covers, Tattoos und Artworks, darunter auch für zahlreiche deutsche Rapkünstler wie Manuellsen, Kianush, Mosh36, Kollegah, Haftbefehl, Asche, Samra und Play69 und Rapkünstler, die überwiegend in der Türkei hohe Bekanntheit erlangt haben wie etwa Massaka, Ceza, Contra, Killa Hakan und Khontkar.

## Veröffentlichungen

### Coverdesigns
- Natural Born Killas (Asche, Kollegah)[3][4][5]
- HIStory (Asche)
- Pav (Asche, Kollegah)
- Get On My Grind (Massaka, Wiz Khalifa)
- Mob Ties (Massaka, Joe Young, Tyga)
- 3 Kings (Massaka, Snoop Dogg, Joe Young)
- Desperados (PA Sports, Kianush)
- Gestern nix heute Star (Samra, Play69)
- Fightkulüp 2 (Massaka, Summer Cem, Killa Hakan, Ceza)
- 3 Kings (Massaka, Snoop Dogg, Joe Young)
- 6 AM (Snoop Dogg, DJ Khaled, Massaka, Joe Young, Glasses Malone, Ice T)
- Blut, Schweiß, Tränen & Triumphe (Fard)
- In meiner Zone (RAF Camora)
- Syndikat (Massaka)